# رادیو خرم‌آباد
رادیو خرم‌آباد (شبکهٔ استانی صدای لرستان) در سال ۱۳۳۷ آغاز به کار کرد. در آن زمان نیروی ارتش و لشکر مستقر در خرم‌آباد به وسیله بی‌سیم، هفته‌ای یک روز به مدت شصت دقیقه برنامه‌های مختلفی پخش می‌کرد. ساعت پخش برنامه‌ها بدین صورت بود که هر لشکر یک روز در هفته بایستی برنامه رادیویی داشته باشد و لشکر لرستان هم در آن زمان مأموریت داشت یکشنبه شبها از ساعت ۸ تا۹ شب به مدت یک ساعت برنامه اجرا کند.

## پیشینه
در سال ۱۳۵۱ یک فرستنده یک کیلوواتی با پخش روزانه ۹ ساعت برنامه در خرم‌آباد آغاز به کار کرد که از این مدت ۸ ساعت به تقویت شبکه سراسری رادیو و یک ساعت نیز اختصاص به پخش خبر و ترانه داشت. در سال ۱۳۵۲ در یکمین سالگرد تأسیس رادیو مرکز لرستان ساعات کار این مرکز به ۱۰ ساعت رسید که از این ده ساعت دو ساعت تولید محلی و بقیه آن تقویت شبکه بوده‌است. میزان تولید محلی تا پیش از انقلاب ۵۷ به ۶ ساعت رسید ولی تحرک جدی در رادیو محلی خرم‌آباد بعد از انقلاب ۵۷ از سال ۱۳۶۰ آغاز شده‌است. صدای مرکز لرستان در سال ۱۳۷۷ به شبکه صدای لرستان تبدیل شد و امروزه با میانگین روزانه ۱۶ ساعت برنامه و با استفاده از دو فرستنده اصلی و سه فرستنده رزرو فعالیت می‌کند.

## توسعه
این شبکه در سراسر استان لرستان در حال پخش می‌باشد. در موج اف ام در خرم‌آباد ردیف ۹۴ در بروجرد ردیف ۱۰۳٫۲، الشتر و نورآباد ردیف ۹۸٫۹ پخش می‌شود.
رادیو شهری بروجرد نیز بر روی ردیف ۸۹٫۶ در حال پخش می‌باشد. رادیو در مرکز لرستان کاملاً دیجیتال در می‌باشد.

## واحدها
- روابط عمومی
- اجرایی و اداری
- طرح و برنامه
- نظارت وارزشیابی
- مالی
- تولید وپخش
- تولید
- پخش

از نیروهای رسمی درحال حاضرمیتوان به 
محمد کاظم قشقاوی معاونت صدا .آذر آریایی، احسان شیران .فاطمه فلاحکردی .زهراحسن زاده.بیتاعلیشاهی.مریم محمدی.شهرزادمظفری.فروزان رحمتی .زینب منوچهرآبادی .فرزادوالیزاده.جلال قربانی مدیرتولید.سامان کرمپور.مهوش طهماسبی،رامش آزادی.عبادکولیوند.سارادکاموند.  اشاره کرد